# Il regno dei bravi bambini
Il regno dei bravi bambini (in russo Страна хороших деточек?, Strana khoroshikh detochek) è un film del 2013 diretto da Olga Kaptur e distribuito. 
Il cast comprende Kyra Flesher, Vyacheslav Manucharov e Darya Andreeva.

## Trama
Sasha Petrov è una bambina russa pestifera che durante la festa di Capodanno accende dei petardi provocando un blackout.
A causa del carattere indisciplinato di Sasha, la sua famiglia desidera per il nuovo anno avere una brava bambina. Il desiderio si avvera: una bambina bionda vestita di rosa si presenta dai parenti di Sasha in modo plateale e la famiglia si sente subito a proprio agio con la nuova bambina. Tuttavia, il desiderio si è avverato con un prezzo: Sasha si ritrova bloccata nel vecchio anno perché i parenti preferiscono la nuova bambina e quindi è stata dimenticata.
La protagonista incontra un uomo conosciuto come l'Ambasciatore che porta Sasha nel Regno dei Bravi Bambini, un mondo lugubre e deprimente, dove le aiuole sono artificiali, gli animali sono sterilizzati e rinchiusi in gabbie, le case sono uniformi e dalla tonalità pastello simili a sobborghi americani e i bambini indossabo abiti rosa, hanno un numero assegnato a loro e sono costretti a seguire una tabella di marcia rigida e ferrea e chiunque si ribella gli viene marchiato un tatuaggio per tre volte finché non viene punito definitivamente con la reclusione a vita.
Nel corso della storia si scoprirà che un tempo il Regno dei Bravi Bambini era un mondo fantastico e utopico, finché l'ambasciatore non salì al potere spodestando e imprigionando la precedente regina e non sottomise i bambini facendo loro il lavaggio del cervello per vendicarsi del fatto di non aver mai avuto un'infanziaː infatti, in passato, l'uomo aveva dei genitori severi e oppressivi che lo maltrattavano, lo costringevano a sottostare a una tabella di marcia rigida e ferrea e gli proibirono di uscire dalla casa.
Con l'aiuto del suo gatto Baguette, Sasha riuscirà a liberare la regina, i bambini che si erano ribellati all'ambasciatore e il regno dalla tirannia dell'Ambasciatore. 
La storia si conclude con Sasha che ritorna indietro nel tempo, precisamente quando era stata messa in punizione all'inizio del film e festeggia il nuovo anno insieme alla sua famiglia, la quale si pente di aver desiderato un'altra bambina che si è rivelata severa e pignola e questa volta decide di accettare di avere Sasha come membro della famiglia. l'Ambasciatore, invece, per rivendicare la sua infanzia, si trasferisce nel Regno delle Cattive Abitudini dove sarà costretto ad adattarsi nel nuovo mondo.